# 안도 지카스에
안도 지카스에/요시스에(安東愛季)는 센고쿠 시대부터 아즈치모모야마 시대에 걸쳐 활약한 무장으로. 데와국의 센고쿠 다이묘이다. 시모노쿠니 안도씨(下国安東氏, 히야마檜山 안도씨)의 8대 당주이다. 거성은 히야마성(檜山城)이었다.

## 생애
덴분 8년(1539년), 데와의 센고쿠 다이묘·안도 기요스에(安東舜季)의 아들로 태어났다.
오랫동안 분열해 있던 히야마계(檜山系)와 미나토계(湊系) 안도 씨를 통일하고 안도 씨의 센고쿠 다이묘 화를 이룬 지용(智勇)을 겸비한 뛰어난 인물이었던 것으로 알려져 있다. 통일의 경위는 설이 있어 미상이지만, 혼인 및 입양을 통해 히야마 계가 미나토 계를 사실상 흡수한 것으로 추측되고 있다. 또한 반독립 세력이었던 히나이 지방의 국인 아사리 노리스케(浅利則祐)를 쳐서 그 동생 가쓰요리(勝頼)를 산하에 두고 세력을 확대했다. 에이로쿠 7년(1564년)에서 난부 씨의 영지를 쳐서 가즈노군(鹿角郡)을 차지할 계획을 세웠으나, 에이로쿠 12년(1569년)에 난부 하루마사(南部晴政)에 의해 막혔다.
영토 경영에 관해서는 지금까지 미나토들은 저율의 나루 이용료를 지불하는 조건으로 인정해 오던 오모노강(雄物川) 상류 지역 다이묘 · 고쿠진의 미나토에서의 교역을 통제함으로써 기존의 에조치 무역 등 외해 교역 이외에 하천 교역에 대한 통제 강화를 단행하면서 쓰치자키 항(土崎港)을 개수해 일본 최대의 항구도시로 육성했다. 또한 인근 고쿠진들에 대한 지배도 강화하려고 했다.
이에 겐키 원년(1570년)에는 도시마 겐바(豊島玄蕃) 등이 일으킨 미나토 소동(湊騒動)이 일어나 도시마 씨에 동조한 다이호지 씨도 유리 군으로 진군해 왔다. 이 일련의 분쟁은 다이호지 요시우지(大宝寺氏)의 자괴에 힘 입어 안도 가문의 우세로 끝나고, 유리 군의 대부분은 지카스에의 세력 아래 들어갔다. 이때 안도 가문의 군대는 미사키 산(三崎山)을 넘어 사카타까지 침공했다고 전해진다.
또한 덴쇼 원년(1573년)에서 덴쇼 10년(1582년)까지 오다 노부나가에게 매년 조공을 주는 것으로 친분을 맺고, 노부나가의 사후 하시바 히데요시와 친분을 통하는 등 중앙 권력과도 연락을 조밀하게 하였으며, 덴쇼 5년 7월 22일(1577년 8월 6일)에는 종5위하에 덴쇼 8년 8월 13일(1580년 9월 21일)에는 종5위상에 시종이 되는 등 안도 씨의 전성기를 구축 한 것으로 전해지고있다. 또한 만년에는 성을 안도에서 아키타(秋田)로 고치고 있다.
또한, 덴쇼 10년(1582년)에 아사리 가쓰요리를 가키자키 요시히로(蠣崎慶広)를 시켜서 모살하고 아사리 씨의 옛 영지인 히나이의 대관으로 이소노메 히데카네(五十目秀兼)를 배치하여 오다테 성으로 들어가게 했다. 데와 북부 해안을 거의 통일하고 내륙으로 진출하였으며 오모노 강 유역의 지배권을 놓고 도자와 씨와 싸움을 벌였는데, 덴쇼 15년(1587년) 가쿠노다테 성(角館城) 성주 도자와 모리야스(戸沢盛安)와의 전쟁이 한창이던 센보쿠 요도 강(仙北淀川)의 진중에서 병사했다.

## 북두칠성에 가까운 사나이
포르투갈 선교사 루이스 프로이스의 에이로쿠 8년(1565년) 2월 28일자  편지에는 "일본의 최북단, 수도로부터 약 삼백 리그 떨어진 곳에 한 대국이 있어, 온몸에 털이 많고, 머리칼과 수염이 매우 긴 야만인들이 이곳에 살고 있다. (중략) 에조에 가까운 게스엔 지방에 아키타라는 큰 도시가 있다. 그들 다수 이 도시에 와서 교역하고, 아키타 사람들도 또한 때때로 에조로 간다"고 대대로 에조와의 교역을 관리해 왔던 히야마 계 안도 씨로써, 미나토 계와 통일한 뒤에도 북방 교역을 지속적으로 행하고 있다는 것을 알 수 있다.
안도 지카스에는 문무를 겸비한 뛰어난 무장이었으며, 아키타 군 · 히야마 군 · 유리 군 등을 자신의 판도에 두어 우고(羽後, 데와 북반부) 최대의 다이묘가 된 그는 "두성(斗星, 북두칠성)의 북쪽 하늘에 있는 것과 자못 비슷하다"는 평을 받았다.

## 초상

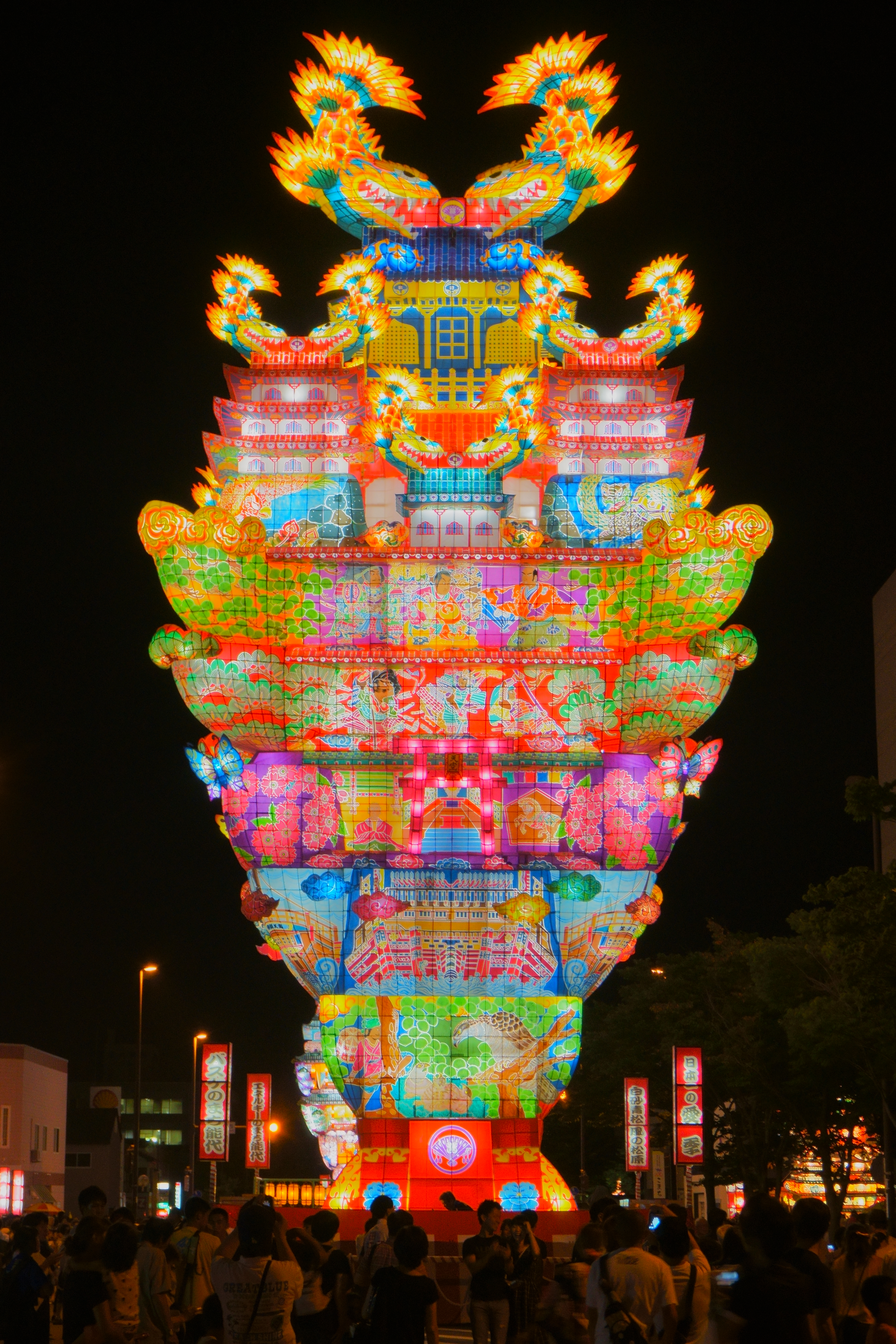
안도 지카스에의 이름을 따서 지은 노다이 칠석의 성곽형 등롱 지카스에(愛季).

- 일본 도호쿠 대학 도서관(센다이시 아오바 구)에 안도 지카스에의 초상화가 보관되어 있다.
- 하가지(羽賀寺, 후쿠이 현 오바마 시)에 지카스에와 그 아들 사네스에(実季)의 모습을 본떠 제작한 2구의 목상이 봉납되어 있다(후쿠이 현 지정 유형 문화재).

## 안도 지카스에를 주인공으로 하는 작품
- 김중명 『북쪽 하늘의 큰 별』(北天の巨星) 고단샤 2010년